# Jarka Ruus
 (avril 2024).
Jarka Ruus  est un roman de médiéval-fantastique écrit en 2003 par Terry Brooks. Il s'agit du premier tome de la trilogie Le Haut Druide de Shannara.

## Résumé des trois premiers chapitres
4620 : Le troll Kermadec, ami de Grianne Ohmsford, arrive à Paranor. Cela fait maintenant vingt ans que Grianne est le Haut Druide du conseil de Paranor. Cependant depuis quelque temps elle est décriée par de nombreux druides qui voudraient la voir renoncer à la direction de l’ordre. Kermadec avertit son amie qu’une activité anormale se déroule au-dessus des ruines de l’ancien royaume du Crâne. Le Haut druide décide d’enquêter sur place. Arrivée à destination, elle constate qu’une magie maléfique est effectivement à l’ouvrage dans  cette province. Pendant ce temps, Shadea a’Ru, la chef des druides dissidents réunis ses quatre acolytes : le nain Terek Molt, l’elfe Iridia Eledi, l’homme du sud Traunt Rowan et le gnome Pyson Wence. Elle leur dévoile son plan pour faire disparaître le Haut Druide : lui faire boire l’élixir Nuit liquide qui l’expédiera dans un autre monde…

## Personnages principaux
- Penderrin Ohmsford, fils de Bek Ohmsford et neveu du Haut Druide.
- Tagwen, majordome nain du Haut Druide.

## Éditions françaises
- 2010 : Jarka Ruus, éditions Bragelonne, traduction d'Emilie Gourdet (format livre).